# 공교회
공교회(公敎會, 고대 그리스어:  ἐκκλησια καθολικη 에클레시아 카톨리케[*]) 또는 보편교회(普遍敎會)라고도 한다. 이는 공교회주의(公敎會主義) 또는 보편교회주의(普遍敎會主義)를 따르는 교회의 개념으로, 기독교에서 사도들의 전통인 신구약 성경과 초대교회 지침인 니케아 신경, 니케아-콘스탄티노플 신경을 따르는 교회 전체로, 즉 그리스도를 따르는 하나의 교회를 지칭한다. 공교회 또는 보편교회는 신약성경에 사용한 코이네 그리스어, 즉 헬라어로 "에클레시아 카톨리케(고대 그리스어:  ἐκκλησια καθολικη)"의 번역이다. '공통적', '보편적', '일반적'의 뜻인 '카톨리케'와 '교회'의 의미인 '에클레시아'라는 헬라어 단어로 구성된 용어이다. 이는 하나의 교회, 즉 교회의 동방전통을 따르는 정교회와 서방전통을 따르는 천주교회와 개신교를 아우르는 모든 교회의 하나 됨을 지칭하는 의미이다. 동방교회의 경우  서방과 동방교회의 분열이 있었던 11세기 이전의 교회의 신학적, 역사적 전통을 중요하게 여긴다. 로마 가톨릭교회의 경우 동서 교회의 분열 이후 자체 보편 공의회를 추가로 열어 계속 변화해 나갔기에, 공교회주의에 대한 이해가 동방교회와는 다소 다르다.

## 공교회 용어의 유래
‘공교회'의 용어는 안디옥의 이그나티오스 또는 안티오키아의 이그나티오스(고대 그리스어: Ἰγνάτιος Ἀντιοχείας 이그나티오스 안티오케이아스[*], 35 - 107?)가 1세기에 스미르나에 사는 그리스도인들에게 보낸 편지인 《스미르나 신자들에게 보낸 편지》에서 처음 나타나며, 교인들과 감독(주교)과 관계를 권면하는 문장과 《피라델피아 신자들에게 보낸 편지》에서 그리스도와 사도를 강조하는 문장에서도 나타난다.
"감독이나 그가 지명한 사람에 의해 집행된 모든 성만찬은 정당하다. 감독이 어디에 나타나든지 회중은 그곳에 참석해야 한다. 이것은 예수 그리스도가 어디에 계시든지 그곳에는 공교회가 있는 것과 마찬가지다." 《Smyrna, 8:2》
"교회는 공교회적이고, 교회 중심은 그리스도이시고, 교회의 스승은 사도들이다." 《Philadelphians, 5:1》
공교회에 대한 이그나티오스의 강조는 1세기 이단들과 분리주의자들과 논쟁에서 사용하였고, 교회는 진리에 충만한 그리스도 안에서 일치하는 사도의 전승을 따르는 참된 교회여야 한다는 의미를 강조했다.

## 공교회주의
공교회주의(가톨릭주의 또는 보편교회주의)는 초대교회가 사도들의 전승을 기록한 문서인 신약성경과 초대교회가 사용한 구약성경을 인정하고, 교부들이 형성한 초기 교회 신학적 배경과 초기 공의회의 신학적 전통을 존중하며, 추가적으로 동방 정교의 관점에서는 서방과 동방교회가 분열되기 이전인 하나로 일치되었던 11세기 이전의 전통과 교회를 존중하고 지향하는 기독교의 사상을 의미한다.

### 공교회주의 현대적 구분
현대에 와서 공교회주의는 3개의 부류로 구분한다. 동방 정교회, 천주교회, 개신교회 공교회주의이다. 이는 대략적인 구분이며, 같은 교파라고 해도 세부적 교단에서는 차이가 있다. 동방교회에서 칼케돈 계열이거나 아닌 경우에도 차이가 있으며, 천주교에서도 교황파 천주교와 비교황파 세력도 있다(하지만 엄밀히 말해 비교황파 세력은 천주교의 범주 안에 넣지 않는다. 로마 주교좌와 일치하지 않기 때문이다.). 개신교회에서도 루터교회와 감리교회 등도 세부적인 차이가 있다.

#### 동방정교회 공교회주의
동방교회의 대표격인 동방정교회의 공교회주의 또는 보편교회주의는 교회 그리스어인 코이네 그리스어(이하, 헬라어)로 진행된 7개의 보편공의회와 추가적인 1개의 공의회의 교리를 따르며, 그 전통을 존중한다. 그 이외에 추가적인 신학적 교리는 형성하지 않았으며, 동방교회 전승과 예식을 따른다. 신학적으로도 다양한 민족적 차이를 공유되고 존중한다. 교단으로는 그리스 동방정교회를 중심으로 하는 동방정교회와 러시아 정교회 등이 있다.

#### 천주교회 공교회주의
천주교회 공교회주의 또는 보편교회주의는 헬라어로 진행된 7개의 보편공의회의 교리를 바탕으로 한다는 점에서는 동방교회와 유사하다. 그러나 교회의 대분열 이후 시대의 변화에 따라서 서방교회는 교황이 주관한 라틴어로 진행된 서방교회만의 보편 공의회를 새로 열고, 꾸준하게 자체적인 교리들을 발전시켜 나갔다. 16세기 중엽에 열린 트리엔트 공의회는 특히 기독교회사에서 중요한 의미를 가지는데, 종교개혁자들의 요구를 거부하고 이들을 축출함으로서 개신교를 성립시켰기 때문이다. 그 이후에도 서방 교회만의 보편 공의회는 꾸준히 열렸으며, 현재까지 열린 마지막 보편 공의회는 제 2차 바티칸 공의회이다. 

#### 개신교회 공교회주의
개신교회 공교회주의는 서방교회의 전통을 기반으로 하지만 비성경적 요소를 제거하고자 하는 개신교회 종교개혁 전통이다. 헬라어로 진행된 7개의 보편공의회 교리를 바탕으로 하지만, 그 중에서도 성경의 가르침에 일치하는 부분만을 수용한다. 초창기 칼뱅이나 츠빙글리를 따르는 일부 강경파 개신교단에서는 천주교의 잔재로 여겨진 성상이나 성화, 스테인드 글라스, 심지어 성가까지도 배척하였지만, 성도들의 반발로 다시 수용하는 해프닝도 있었다. 개신교 공교회주의 교단은 기독교 성화와 조각을 그대로 유지하며, 일부 교단은 수도회를 두고, 성호와 십자가고상 등을 예식에서 사용하기도 한다. 교단으로는 루터교회와 성공회, 감리교회, 성결교회, 구세군교회 등이 있다. 하지만 칼뱅에서 유래한 개혁교회가 더 큰 성공을 거두고, 특히 영-미권 성공한 침례교로부터 유래된 개교회주의 전통이 점차 개신교 안에서 유행의 중심이 되면서 공교회주의는 그 위상이 축소되었다. 

### 공교회주의 배경

#### 로마, 혹은 콘스탄티노플을 중심으로 하는 하나의 교회
공교회주의는 로마제국의 기독교 공인과 관련된다. 313년 기독교를 로마제국의 교회로 공인한 황제 콘스탄티누스는 수도를 로마에서 콘스탄티노플(지금의 이스탄불)로 천도할 계획을 추진했다.
이후 기독교는 로마, 콘스탄티노플, 예루살렘, 안티오키아, 알렉산드리아의 5개 대교구의 교회를 구성하고 각 지역을 관장할 대감독(대주교)을 선출하였다. 현실 교회의 구조인 5개 대교구의 교회는 실제로는 하나의 교회이며 단지 지역을 5개로 구분한 것이라고 여긴 것이 공교회주의의 시작이다. 하지만 곧 로마를 중심으로 한 서방교회와 콘스탄티노플을 중심으로 한 동방교회의 갈등이 전개되었다. 동방교회 안에서도 초창기에는 안티오키아, 알렉산드리아의 서열 갈등이 있었으며, 나중에 성립한 콘스탄티노플과 알렉산드리아의 서열 갈등도 있었으나, 동방교회 안에서의 서열 갈등의 최종 승자는 동로마 제국의 수도였던 콘스탄티노플이었다.
교회에 이단이나 다양한 신학사조가 등장하기도 했으나 초기에는 로마를 중심으로 굳건히 뭉쳤으며, 5세기 이후 교회의 공식적 대분열이 일어난 12세기까지 서방교회와 동방교회는 정치적 경쟁 관계 속에서 교리 또한 점차 이질화되어 갔다. 서방교회는 로마를 중심으로, 동방교회는 동로마제국의 수도인 콘스탄티노플을 중심으로 지역적 협업 공동체를 이루며 명목상으로는 교회의 대분열 이전까지 하나의 교회를 유지하였다. 동일한 신학체계와 동일한 구조, 동일한 예식을 바탕으로 다양한 지역적 차이를 극복하고 하나의 신조 아래에 있는 교회였다. 이러한 교회의 신학적, 구조적 일치는 기독교회의 자랑이며 잠재적 문제이기도 했다.

#### 헬라어의 공용화
공교회주의를 강화하기 위해 신약성경이 쓰인 고대 그리스어인 코이네 그리스어, 즉 헬라어를 신학용어와 교회용어로 사용하였고, 다양한 연구 언어로 활용하였다. 1세기 무렵에는 로마제국 전역에서 사용되었고 라틴어는 이탈리아반도 지역에 한정되었으나 헬라어는 그외 로마제국 전역에서 사용하는 공용어였으며, 천도 이전에도 황제들의 칙령은 헬라어와 라틴어를 함께 사용하였고 황제 직인에도 헬라어가 병기되었다. 4세기 콘스탄티노플 천도 이후에는 로마제국, 즉 동로마 제국의 공용어는 헬라어가 되었다. 헬라어는 콘스탄티노플, 예루살렘, 안티오키아 및 알렉산드리아 일부 지역에서는 환영할 일상 언어였지만, 라틴어를 사용하던 로마와 알렉산드리아 일부 지역에서는 어려운 외국 언어였다. 점차 세월이 흐르며, 헬라어의 라틴어 번역상 문제나 언어로 인한 문화 차이는 신학과 신학 이해의 차이를 가져왔고, 공교회주의의 잠재적 분열 문제점으로 나타났다.

### 공교회주의 교회구조

#### 공의회 중심 구조
4세기부터 11세기까지 가톨릭 교회는 로마를 중심으로 한 서방 지역과 로마제국의 새롭게 천도한 수도였던 콘스탄티노플을 중심으로 안디옥, 예루살렘, 알렉산드리아의 4개 동방 지역으로 구분되었고, 각교구의 대감독(대주교)은 협의를 통해 문제들을 해결하였으며, 신학적 문제가 발생할 경우 공의회를 소집하여 각지역 감독(주교)과 대감독들이 협의와 회의를 통해 신학적 교리와 문제를 해결하였다. 따라서 동방교회 안에서는 절대적 의미의 교종이 존재하지 않았고, 콘스탄티노플 대감독을 의장으로 세워서 진행하며, 감독들과 대감독들이 참여하는 회의, 공의회가 절대적 위치를 차지한 교회구조였다.
하지만 서방교회는 절대적 의미의 교종이 존재하며 감독들과 대감독들이 그가 내리는 최종적인 결정에 순명하는 체제가 일찌감치 구축되었기에, 로마 교황의 수위권 인정을 둘러싼 동-서방 교회 사이의 갈등이 깊어질 수 밖에 없었다. 사르디카 지역 공의회에서 로마 교황에게 전체 교회의 갈등에 대한 재의권을 의결하였으나, 니케아-콘스탄티노플 공의회에서 이러한 로마 교황권의 강화 시도를 배척하였고, '동등한 가운데 첫번째'로 로마 교황의 위상을 명예적 측면에만 국한시킬 것을 시도하였다.  

#### 거룩한 사명으로서 성직자 이해
이런 공교회제도에서 성직은 주님의 동일한 자녀로서 사명을 지닌 자가 받는 거룩한 자격으로 인식하였다. 성직에 대한 계급적 이해나 성도와 동일의 개념과는 다르다. 공교회 내의 성직제도는 대감독에서 감독으로, 감독에서 지역교회 성직자로, 성직자에서 성도로 구성되는 교회 구조를 형성하였다. 성직자는 성도들에서 선출하여 일정한 성직 교육을 받고 훈련을 통해 감독이 성직자로 임명하였고, 성직자 중에서 감독을 선출하여 대감독이 임명하였고, 대감독은 감독들이 선별하여 대감독직을 받고, 대감독들이 임명하였다. 이런 상호 작용을 통해 교회가 유기적으로 연결되고, 전체적으로 그리스도를 향하는 하나이며 동시에 그리스도의 지체로 지역적으로 나뉜 교회였다. 하지만 서방 교회에서는 감독과 대감독들을 교황이 임명함으로서 교황이 절대적인 정점의 위치에 서게 되었다. 
교회 내에서 성도와 성직자 간의 절대적 계급 관계는 형성되지 않았으며, 성직자는 신자와 성직자의 계급적 관계가 아니라, 신약의 《디모데서》(디모테오에게 보낸 편지)에 기록된 거룩한 사명에 대한 자격으로 보았다.

## 공교회의 4가지 요소
초대교회부터 교회는 4가지 요소가 공교회를 이루는 요소라고 보았고, 하나(단일성), 거룩함, 보편성(공통성), 사도성이 그 4 요소이다. 이미 2세기 교부 안디옥의 이그나티오스와 325년 니케아 공의회에서도 언급하였으며, 니케아-콘스탄티노폴리스 신경에도 담았다.

### 단일성
공교회는 하나(단일성)이며, 성부, 성자, 성령이 하나이듯 공교회는 하나이고, 그리스도를 따르는 하나의 성찬, 하나의 세례(침례)가 있다. 신약성경 내에서도 바울로(파울로스)계열의 문헌들은 이를 강조한다.

### 거룩함
세상의 교회는 세상의 죄에서 자유롭지는 못하나, 삼위일체중 하나인 성자, 예수 그리스도의 위에 세워진 공교회는 거룩함을 지닌다고 보았다. 기독교인이 세상에 현존하는 교회가 문제와 어려움을 지닌 제한적인 교회이지만, 그 본질은 예수 그리스도의 거룩함을 나타내려는 교회이므로 거룩함을 지닌다고 생각한다.

### 보편성(공통성)
공교회가 세상에서 눈에 보이는 요소중 하나이다. 공교회 즉 공통 교회(보편교회)를 의미한다. 세상에 널리 퍼진 교회는 각 상황에 대응해야 하는 교회이지만 동시에 삼위일체를 믿고, 예수 그리스도의 몸으로서 공통의 공교회를 의미한다. 다른 장소에 같은 신앙과 같은 신앙에 따르는 공통성을 지닌 교회이다.

### 사도성
공교회는 사도의 전통을 따르는 교회이다. 공교회의 기준은 사도가 전한 그리스도의 복음과 신앙 전통을 따라야 한다. 사도의 전통은 구약성경과 신약성경, 니케아 공의회를 포함한 초대 공의회의 신학사상과 교의와 교회전통을 의미한다.

## 주해
1. ↑  '공통, 보편, 일반'을 뜻하는 헬라어 어원인 'catholic'이라는 용어가 천주교, 또는 로마가톨릭교회를 가리키는 용어와 혼용되어서 의미 혼동을 피하고자 영어권에서는 헬라어 어원인 'catholic'과 같은 의미의 라틴어 어원인 'universal'로도 사용한다. 동방정교의 경우 의미 혼동을 피하기 위해 'orthodox'라는 용어를 사용하기도 한다.
2. ↑  천주교회에서 주장하는 로마 가톨릭 공교회주의는 로마 주교좌를 정점으로 인정하는 친교 관계를 맺는다는 점에서 동방교회가 실질적으로 배제된다. 13세기 형성된 토마스 아퀴나스 사상(토미즘), 16세기의 트리엔트 공의회, 20세기의 2차 바티칸 공의회가 특히 중요한 의미를 가진다.